# Astryld złotolicy
Astryld złotolicy (Estrilda melpoda) – gatunek małego ptaka z rodziny astryldowatych (Estrildidae). Występuje w środkowej i zachodniej Afryce. Nie jest zagrożony wyginięciem.

## Taksonomia
Po raz pierwszy gatunek opisał Louis Pierre Vieillot w 1817 na podstawie holotypu z Senegalu. Nowemu gatunkowi nadał nazwę Fringilla melpoda. Obecnie (2020) Międzynarodowy Komitet Ornitologiczny umieszcza astrylda złotolicego w rodzaju Estrilda. Uznaje go za gatunek monotypowy. Niektórzy autorzy uznawali podgatunki E. m. tschadensis i E. m. fucata, nie ma jednak wystarczających różnic między przedstawicielami tych domniemanych podgatunków a pozostałymi reprezentantami gatunku.

## Morfologia
Długość ciała około 10 cm; masa ciała 6,5–9,6 g. Nie występuje dymorfizm płciowy. Pokrywy uszne oraz pasek oczny o kolorze pomarańczowym. Dziób krótki, czerwony. Ciemię oraz kark ciemnoszare. Skrzydła brązowe. Gardło i pierś białe, boki ciała jasnoszare. Pokrywy nad- i podogonowe ciemnoczerwone. Sterówki długie, zaokrąglone, o kolorze szarym. Młode są jaśniejsze i szarawobrązowe. Wierzch ciała bladożółty. Dziób czarny.

## Występowanie
Obszar od Senegalu do Konga. Występuje też w Angoli i w Czadzie. Introdukowany w wiele miejsc – Portoryko, Gwadelupa, Martynika, Hawaje, Japonia, Hiszpania.

## Lęgi
Gniazduje na sawannach i stepach, głównie na niskich drzewach. Samica składa od 3 do 7 jaj. Inkubacja trwa 12 dni. Wysiadują oboje rodzice. Porost piór wynosi od 20 do 21 dni.

## Status
Międzynarodowa Unia Ochrony Przyrody (IUCN) uznaje astrylda złotolicego za gatunek najmniejszej troski (LC, least concern) nieprzerwanie od 1988 roku. Całkowita liczebność populacji nie została oszacowana, ale ptak opisywany jest jako pospolity lub lokalnie pospolity do bardzo licznego. Trend liczebności populacji uznaje się za stabilny.

## Informacje dla hodowców
To ptaki odporne na klimat Europy Zachodniej. Nie są hałaśliwe, dość płodne. Są trzymane we wszystkich rodzajach pomieszczeń dla ptaków, ale najlepsze efekty uzyskuje się w wolierze ogrodowej. Gniazda budują z traw, a wyściełają je piórkami i bawełną. Mogą także używać budek lęgowych zięb. Żywienie takie jak motylika fioletowouchego (Granatina granatina). Do jedzenia podaje im się gotową mieszankę dla zięb, nasiona traw i ziół, proso senegalskie i kłosy prosa.